# Fright Night (àlbum)
Fright Night és el primer àlbum de la banda de power metal finlandesa Stratovarius. Va ser llençat al mercat l'11 de maig de 1989 pel segell discogràfic CBS Filnand. L'àlbum inclou dos singles: Future Shock, llençat el 1988 i amb "Witch-Hunt" a la cara B i "Black Night, llençat el 1989 amb "Night Screamer" a la cara B. A més, Future Shock compta amb un videoclip, el primer de la història de la banda.

## Llista de cançons
Totes les cançons foren compostes per Timo Tolkki.
| Núm.          | Títol            | Lletra                | Durada |
| ------------- | ---------------- | --------------------- | ------ |
| 1.            | «Future Shock»   | Tuomo Lassila, Tolkki | 4:35   |
| 2.            | «False Messiah»  | Tolkki                | 5:20   |
| 3.            | «Black Night»    | Lassila               | 3:43   |
| 4.            | «Witch-Hunt»     | Lassila               | 3:22   |
| 5.            | «Fire Dance»     | Instrumental          | 2:20   |
| 6.            | «Fright Night»   | Lassila, Tolkki       | 8:13   |
| 7.            | «Night Screamer» | Lassila               | 4:48   |
| 8.            | «Darkness»       | Tolkki                | 6:57   |
| 9.            | «Goodbye»        | Instrumental          | 1:12   |
| Durada total: | Durada total:    | Durada total:         | 40:30  |

## Crèdits
- Timo Tolkki – veu, guitarres
- Antti Ikonen – teclats
- Tuomo Lassila – bateria
- Jyrki Lentonen – baix elèctric
- Make Törrönen – enginyer de so